# Supercoupe de Russie de football 2005
La Supercoupe de Russie de 2005 est la troisième édition de la Supercoupe de Russie. Ce match de football a lieu le 6 mars 2005 au stade Lokomotiv de Moscou, en Russie.
Elle oppose l'équipe du Lokomotiv Moscou, championne de Russie en 2004, à celle du Terek Grozny, vainqueur de la Coupe de Russie 2003-2004.
Les règles du match sont les suivantes : la durée de la rencontre est de 90 minutes divisée en deux mi-temps de 45 minutes ; en cas de match nul à l'issue de ce temps réglementaire, deux mi-temps de prolongation d'une durée d'un quart d'heure chacune sont jouées suivi d'une séance de tirs au but si l'égalité persiste à l'issue de la prolongation. Trois remplacements sont autorisés pour chaque équipe.
Après une première mi-temps sans but, le seul et unique but de la rencontre est inscrit durant la seconde période, Dmitri Loskov transformant un pénalty pour les Cheminots à un quart d'heure de la fin du temps réglementaire. Le score n'évolue pas par la suite et le Lokomotiv remporte ainsi sa deuxième supercoupe après celle de 2003.

## Feuille de match
| Titulaires :  |                       |     |
|               |                       |     |
| 1             | Sergueï Ovtchinnikov  |     |
| 4             | Sergueï Omelyanchuk   |     |
| 17            | Dmitri Sennikov       |     |
| 30            | Malkhaz Asatiani      |     |
| 41            | Sergueï Gurenko       | 20e |
| 5             | Francisco Lima        |     |
| 7             | Marat Izmaïlov        |     |
| 8             | Vladimir Maminov      |     |
| 10            | Dmitri Loskov         |     |
| 28            | Dmitri Khokhlov       | 46e |
| 11            | Dmitri Sytchev        |     |
|               |                       |     |
| Remplaçants : |                       |     |
| 9             | Alekseï Bougaïev      | 20e |
| 63            | Diniyar Bilyaletdinov | 46e |
|               |                       |     |
| Entraîneur :  |                       |     |
| Iouri Siomine |                       |     |

| Titulaires :  |                      |     |
|               |                      |     |
| 27            | Ruslan Nigmatullin   |     |
| 3             | Deni Gaisumov        |     |
| 5             | Maksim Bokov         |     |
| 6             | Guennadi Nijegorodov |     |
| 22            | Aleksandr Lipko      |     |
| 28            | Roman Charonov       |     |
| 7             | Quincy Owusu-Abeyie  |     |
| 8             | Vladimir Bystrov     | 80e |
| 17            | Denis Kliouïev       |     |
| 21            | Rouslan Adjindjal    | 86e |
| 9             | Andreï Fedkov        |     |
|               |                      |     |
| Remplaçants : |                      |     |
| 20            | Musa Mazaïev         | 79e |
| 10            | Roman Adamov         | 79e |
|               |                      |     |
| Entraîneur :  |                      |     |
| Vaït Talgaïev |                      |     |

| Titulaires :  |                       |     |
|               |                       |     |
| 1             | Sergueï Ovtchinnikov  |     |
| 4             | Sergueï Omelyanchuk   |     |
| 17            | Dmitri Sennikov       |     |
| 30            | Malkhaz Asatiani      |     |
| 41            | Sergueï Gurenko       | 20e |
| 5             | Francisco Lima        |     |
| 7             | Marat Izmaïlov        |     |
| 8             | Vladimir Maminov      |     |
| 10            | Dmitri Loskov         |     |
| 28            | Dmitri Khokhlov       | 46e |
| 11            | Dmitri Sytchev        |     |
|               |                       |     |
| Remplaçants : |                       |     |
| 9             | Alekseï Bougaïev      | 20e |
| 63            | Diniyar Bilyaletdinov | 46e |
|               |                       |     |
| Entraîneur :  |                       |     |
| Iouri Siomine |                       |     |

| Titulaires :  |                      |     |
|               |                      |     |
| 27            | Ruslan Nigmatullin   |     |
| 3             | Deni Gaisumov        |     |
| 5             | Maksim Bokov         |     |
| 6             | Guennadi Nijegorodov |     |
| 22            | Aleksandr Lipko      |     |
| 28            | Roman Charonov       |     |
| 7             | Quincy Owusu-Abeyie  |     |
| 8             | Vladimir Bystrov     | 80e |
| 17            | Denis Kliouïev       |     |
| 21            | Rouslan Adjindjal    | 86e |
| 9             | Andreï Fedkov        |     |
|               |                      |     |
| Remplaçants : |                      |     |
| 20            | Musa Mazaïev         | 79e |
| 10            | Roman Adamov         | 79e |
|               |                      |     |
| Entraîneur :  |                      |     |
| Vaït Talgaïev |                      |     |